# Самсон Опуакпо
Самсон Опуакпо (24 квітня 1986) — нігерійський плавець.
Учасник Олімпійських Ігор 2016 року.